# Johannes Mastenbroek
Johannes Christoffel Jan Mastenbroek (Dordrecht, 5 juli 1902 – Enschede, 23 mei 1978) was een Nederlands sportbestuurder en voetbalcoach.
Mastenbroek was voorzitter van de Nederlandsch-Indische Voetbal Unie en was coach van het Nederlands-Indisch voetbalelftal op het wereldkampioenschap voetbal in 1938. Tevens was hij vicevoorzitter van het Nederlandsch-Indisch Olympisch Comité.
Mastenbroek werd in 1955 door wethouder Jan Horstman aangetrokken als directeur van de gemeentelijke dienst voor sportzaken in Enschede. Hij introduceerde sporten als honk- en softbal in de gemeente en stond aan de basis van de club Tex Town Tigers.